# Danh sách thành phố Aruba
Danh sách thành phố ở Aruba
- Brasil
- Bubali
- Ceru Colorado
- Cura Cabai
- Malmok
- Madiki
- Noord
- Oranjestad (thủ đô)
- Piedra Plat
- Ponton
- Savaneta
- San Nicolas
- Santa Cruz
- Savaneta
- Wayaca